# The Smithsonian Collection of Classic Jazz
The Smithsonian Collection of Classic Jazz ist eine Box aus sechs LPs mit einer Auswahl zu klassischem Jazz, die 1973 von der Smithsonian Institution und vom Jazzkritiker Martin Williams herausgegeben wurde. Die Auswahl reicht von den Anfängen des Jazz und dem Ragtime (Scott Joplin) bis zu John Coltrane und Ornette Coleman.
Sie wurde mit ausführlichen Liner Notes veröffentlicht (von Martin Williams) und einem Vorwort von Sidney Dillon Ripley. Die Zusammenstellung fand gute Aufnahme und wurde zum Beispiel vom Kritiker der New York Times Ben Ratliff für Jazz-Einsteiger empfohlen. Die Ausgabe war so erfolgreich, dass sie zweifachen Platin-Status erreichte. Sie erschien in den 1970er Jahren in einer Zeit, als der klassische Jazz um öffentliche Aufmerksamkeit zu kämpfen hatte. Die Vorlagen für die Auswahl waren nicht ideal. 1987 erschien eine Revised Edition, in der die Aufnahmen neu bearbeitet wurden (zum Beispiel im ursprünglichen Mono). Außerdem wurden einige Aufnahmen ersetzt durch andere und es gab insgesamt 7 LPs (später auf 5 CDs). Nach dem Tod von Williams (1992) wurden die Aufnahmen erneut re-mastered (von Bruce Talbot), die Auswahl blieb aber die von Williams. Allerdings wurden nun die vollständigen Aufnahmen aufgenommen (Williams hatte teilweise selektiert auf bestimmte Solos und andere Stellen). Nach 1999 wurde sie aber nicht mehr aufgelegt.
1985 erschien eine Smithsonian Collection of Bigband Jazz. 2011 erschien eine 6-CD-Box Jazz: The Smithsonian Anthology (Smithsonian Folkways) mit einer anderen Auswahl (111 Aufnahmen), die auch Musiker außerhalb der USA enthält. Herausgeber war John Edward Hasse und beteiligt war ein internationales Gremium von 42 Jazzkritikern (darunter Dan Morgenstern und Alyn Shipton) statt nur ein einziger wie bei der Smithsonian Collection.

## Track-Liste (1973)
Side one
1. Scott Joplin – “Maple Leaf Rag” (Joplin), New York, April 1916,  – 3:16
2. Jelly Roll Morton – “Maple Leaf Rag” (Joplin), Washington D.C., Mai 1938 (Library of Congress)  – 2:37
3. Robert Johnson – “Hellhound on My Trail” (Johnson), Dallas, 20. Juni 1937  – 2:39
4. Bessie Smith – “St. Louis Blues” (W. C. Handy), mit Louis Armstrong, New York City, 14. Januar 1925 (Columbia Records)  – 3:12
5. Bessie Smith – “Lost Your Head Blues” (Bessie Smith), mit Fletcher Henderson (p), New York City, 18. März 1926,  – 2:57
6. King Oliver's Creole Jazz Band – “Dippermouth Blues” (Joe King Oliver), Chicago, 23. Juni 1923, Okeh Records  – 2:22
7. Jelly Roll Morton’s Red Hot Peppers – “Grandpa’s Spells” (F. J. Morton), Chicago 16. Dezember 1926, RCA Victor,  – 2:55
8. Jelly Roll Morton’s Red Hot Peppers – “Dead Man Blues” (Morton), Chicago, 21. September 1926, RCA Victor  – 3:00

Side two
1. Jelly Roll Morton's Red Hot Peppers – “Black Bottom Stomp” (Morton), Chicago, 15. September 1926, RCA Victor,  – 3:14
2. The Red Onion Jazz Babies (Louis Armstrong, Sidney Bechet, Clarence Williams u. a.) – “Cake Walking Babies (From Home)” (B. Smith, A. Troy, und C. Williams), NY City, 22. Dezember 1924, Gennett Records,  – 3:28
3. Sidney Bechet and His Blue Note Jazzmen – “Blue Horizon” (Bechet), NY City, 20. Dezember 1944  – 4:26
4. James P. Johnson – “Carolina Shout” (Johnson), NY City, 18. Oktober 1921, Okeh – 2:47
5. Louis Armstrong and His Hot Five – “Struttin’ with Some Barbeque” (Lil Hardin Armstrong, Don Raye), Chicago, 9. Dezember 1927  – 3:04
6. Louis Armstrong and His Hot Seven – “S.O.L. Blues” (Excerpt) (Louis Armstrong), Chicago, 14. Mai 1927  – 1:05
7. Louis Armstrong and His Hot Seven – “Potato Head Blues” (Excerpt) (Louis Armstrong), Chicago 13. Mai 1927 – 1:14
8. Louis Armstrong and His Hot Five – “Hotter Than That” (Lil Hardin Armstrong), Chicago, 13. Dezember 1927  – 3:02
9. Louis Armstrong and His Hot Five – “West End Blues” (Joe King Oliver), Chicago, 28. Juni 1928  – 3:17

Side three
1. Louis Armstrong und Earl Hines – “Weather Bird” (Louis Armstrong), Chicago 5. Dezember 1928  – 2:46
2. Louis Armstrong and His Sebastian New Cotton Club Orchestra – “Sweethearts on Parade” (C. Lombardo und C. Newman) – 3:15
3. Louis Armstrong and His Orchestra – “I Gotta Right to Sing the Blues” (Harold Arlen und Ted Koehler), Los Angeles, 23. Dezember 1930  – 2:59
4. Frankie Trumbauer and His Orchestra – “Riverboat Shuffle” (Hoagy Carmichael, Irving Mills, und Mitchell Parish), New York City, 9. Mai 1927  – 3:15
5. Frankie Trumbauer and His Orchestra – “Singin’ the Blues” (Dorothy Fields und Jimmy McHugh), New York City, 4. Februar 1927  – 3:02
6. Fletcher Henderson and His Orchestra – “The Stampede” (Henderson), New York City, 14. Mai 1926 – 3:18
7. Fletcher Henderson and His Orchestra – “Wrappin’ It Up” (Henderson), New York City, 12. September 1934  – 2:48
8. Bennie Moten’s Kansas City Orchestra – Moten Swing (Bennie Moten und Buster Moten), Camden, 13. Dezember 1932  – 3:26

Side four
1. Fats Waller – “I Ain’t Got Nobody” (Roger A. Graham and Spencer Williams), NY City, 11. Juni 1937  – 3:09
2. Meade Lux Lewis – “Honky Tonk Train” (Lewis), Chicago, 7. März 1937 – 3:01
3. Benny Goodman Trio – “Body and Soul” (Frank Eyton, Johnny Green, Edward Heyman, und Robert Sour), NY City, 13. Juli 1935, RCA Victor  – 3:30
4. Coleman Hawkins and His Orchestra – “Body and Soul” (Eyton, Green, Heyman, und Sour), New York City, 11. Oktober 1939, RCA Victor  – 3:02
5. Coleman Hawkins Quartet – “The Man I Love” (George Gershwin und Ira Gershwin), New York City, 23. Dezember 1943, Flying Dutchman – 5:10
6. Billie Holiday and Her Orchestra – “He’s Funny That Way” (Neil Moret und Richard A. Whiting), New York City, 13. Dezember 1937 – 2:41
7. Billie Holiday und Eddie Heywood and His Orchestra – “All of Me” (Gerald Marks und Seymour Simons), New York City, 21. März 1941 – 2:59
8. Ella Fitzgerald – “You’d Be So Nice to Come Home To” (Cole Porter), Antibes, Juli 1964, Verve Records – 2:56

Side five
1. Art Tatum – “Willow Weep for Me” (Ann Ronnell), New York City, 13. Juli 1949, Capitol Records – 2:58
2. Art Tatum – “Too Marvelous for Words” (Johnny Mercer and Richard A. Whiting), Hollywood 1956 – 2:25
3. Jimmie Lunceford and His Orchestra – “Lunceford Special” (Eddie Durham) – 2:51
4. Gene Krupa and His Orchestra – “Rockin’ Chair” (Carmichael) – 3:02
5. Roy Eldridge and Benny Carter – “I Can’t Believe That You’re in Love with Me” (Excerpt) (Clarence Gaskill und McHugh) – 3:02
6. Lionel Hampton – “When Lights Are Low” (Benny Carter) – 2:15
7. Count Basie and His Orchestra – “Doggin’ Around” (Edgar Battle und Herschel Evans) – 2:57
8. Count Basie – “Taxi War Dance” (Basie und Lester Young) – 2:55

Side six
1. Count Basie’s Kansas City Seven – “Lester Leaps In” (Young) – 3:14
2. Benny Goodman Sextet – “I Found a New Baby” (Jack Palmer und Spencer Williams) – 2:57
3. Benny Goodman Sextet and Charlie Christian – “Blues Sequence” (aus Breakfast Feud) (Goodman) – 2:24
4. Duke Ellington and His Orchestra – “East St. Louis Toodle-Oo” (Ellington und Bubber Miley) – 3:38
5. Duke Ellington and His Famous Orchestra – “New East St. Louis Toodle-Oo” (Ellington und Miley) – 3:04
6. Duke Ellington and His Famous Orchestra – “Creole Rhapsody” (Ellington) – 6:00
7. Duke Ellington and His Orchestra – “Harlem Air Shaft” (Ellington) – 3:00
8. Duke Ellington and His Orchestra – “Concerto for Cootie” (Ellington) – 3:22

Side seven
1. Duke Ellington and His Orchestra – “In a Mellotone” (Ellington) – 3:19
2. Duke Ellington and His Orchestra – “Ko-Ko” (Ellington) – 2:42
3. Duke Ellington and His Orchestra – “Blue Serge” (Mercer Ellington) – 3:22
4. Don Byas – “I Got Rhythm” (George Gershwin und Ira Gershwin) – 5:07
5. Dizzy Gillespie Sextet – “I Can’t Get Started” (Vernon Duke und Ira Gershwin) – 3:08
6. Dizzy Gillespie’s All Star Quintet – “Shaw ’Nuff” (Gillespie und Parker) – 2:57
7. Charlie Parker’s Re-Boppers – “KoKo” (Parker) – 2:57
8. Charlie Parker – “Embraceable You” (Excerpt) (George Gershwin und Ira Gershwin) – 2:14
9. Charlie Parker – “Embraceable You” (Alternate Version) (Excerpt) (George Gershwin und Ira Gershwin) – 2:01

Side eight
1. Charlie Parker Quintet – “Klacktoveedsedsteen” (Parker) – 3:02
2. Charlie Parker Sextet – “Little Benny” (Benny Harris) – 3:30
3. Charlie Parker’s All Stars – “Parker’s Mood” (Parker) – 3:01
4. Erroll Garner – “Fantasy On 'Frankie and Johnny” (Garner) – 2:55
5. Bud Powell Trio – “Somebody Loves Me” (Buddy DeSylva, George Gershwin, und Ballard MacDonald) – 2:48
6. Sarah Vaughan – “Dancing in the Dark” (Howard Dietz und Arthur Schwartz) – 2:37
7. Sarah Vaughan – “Ain’t No Use” (Leroy Kirkland und Sidney J. Wyche) – 3:55
8. Lennie Tristano – “Crosscurrent” (Lennie Tristano) – 2:52

Side nine
1. Miles Davis and His Orchestra – “Boplicity” (Gil Evans und Cleo Henry) – 3:02
2. Tadd Dameron’s Sextet – “Lady Bird” (Tadd Dameron) – 2:54
3. Dexter Gordon Quartet – “Bikini” (Gordon) – 3:32
4. Thelonious Monk Quartet – “Misterioso” (Monk) – 3:22
5. Thelonious Monk Quintet – “Criss-Cross” (Monk) – 3:00
6. Thelonious Monk – “Evidence” (Monk) – 2:35
7. Thelonious Monk Quintet – “Smoke Gets in Your Eyes” (Otto Harbach und Jerome Kern) – 4:32
8. Thelonious Monk – “I Should Care” (Sammy Cahn, Axel Stordahl, und Paul Weston) – 3:16

Side ten
1. Thelonious Monk – “Blues Improvisation” (Excerpt aus “Bags’ Groove”) (Milt Jackson) – 2:54
2. Miles Davis with Gil Evans’ Orchestra – “Summertime” (George Gershwin) – 3:22
3. Sonny Rollins Quartet – “Blue 7” (Rollins) – 11:22
4. Modern Jazz Quartet – “Django” (John Lewis) – 5:34
5. Charles Mingus and His Orchestra – “Hora Decubitus” (Mingus) – 4:44

Side eleven
1. Sonny Rollins Plus 4 – “Pent-Up House” (Excerpt) (Rollins) – 7:32
2. Cecil Taylor – “Enter Evening” (Taylor) – 11:05
3. Miles Davis Sextet – “So What” (Davis) – 9:11

Side twelve
1. Ornette Coleman – “Lonely Woman” (Coleman) – 5:02
2. Ornette Coleman – “Congeniality” (Coleman) – 6:45
3. Ornette Coleman – “Free Jazz” (Excerpt) (Coleman) – 10:14
4. John Coltrane – “Alabama” (Coltrane) – 5:07

## 1987
Zusätzliche Aufnahmen in der Ausgabe 1987:
- Jelly Roll Morton: King Porter Stomp
- Louis Armstrong: Big Butter and Egg Man
- Jimmy Noones Apex Club Orchestra: Four or Five Times
- Red Nichols and His Five Pennies: Dinah
- Billie Holiday: These Foolish Things
- Jimmy Lunceford: Organ Grinder's Swing
- Quintette Hot Club de France (Django Reinhardt u. a.): Dinah
- Duke Ellington: Diminuendo in Blue and Crescendo in Blue
- Charlie Parker: Lady Be Good
- Charlie Parker: Crazeology (zwei Aufnahmen)
- Bud Powell Trio: Night in Tunisia
- Lennie Tristano: Subconscious Lee
- Nat King Cole, Red Norvo, Stan Getz: Body and Soul
- Sarah Vaughan: All Alone
- Sarah Vaughan: My Funny Valentine
- Horace Silver Quintet: Moon Rays
- Charles Mingus Quintet: Haitian Fight Song
- Wes Montgomery Quartet: West Coast Blues
- Bill Evans Trio: Blue in Green
- World Saxophone Quartet: Steppin’

## Jazz - The Smithsonian Anthology
Auf der Anthologie von 2011 sind:
- Dick Hyman, Maple Leaf Rag - 2:27
- Bunk's Brass Band (Bunk Johnson): In Gloryland  - 3:00
- Original Dixieland Jazz Band:  Livery Stable Blues - 3:07
- King Oliver's Creole Jazz Band: Dippermouth Blues - 2:18
- Fletcher Henderson and His Orchestra: The Stampede - 3:14
- Jelly Roll Morton's Red Hot Peppers: Black Bottom Stomp - 3:12
- Frankie Trumbauer: Singin' The Blues (Till My Daddy Comes Home) - 3:00
- Bessie Smith und James P. Johnson: Back Water Blues - 3:17
- Duke Ellington and His Orchestra:  Black And Tan Fantasy - 3:06
- Bix Beiderbecke und Paul Whiteman Orchestra: From Monday On - 3:02
- Louis Armstrong and His Hot Five: West End Blues - 3:17
- Louis Armstrong und Earl Hines: Weather Bird - 2:42
- Eddie Condon's Hot Shots : That's a Serious Thing - 3:29
- Eddie Long, Lonnie Johnson: Handful of Riffs - 3:04
- James P. Johnson: You've Got to Be Modernistic - 3:10
- Bennie Moten's Kansas City Orchestra: Moten Swing -  3:21
- The Boswell Sisters:  Everybody Loves My Baby - 2:20
- Sidney Bechet: Maple Leaf Rag - 2:55
- Fats Waller and His Rhythm: Dinah - 3:06
- Louis Armstrong and His Orchestra: Swing That Music - 2:49
- Meade Lux Lewis: Honky Tonk Train Blues - 2:57
- Billie Holiday mit Teddy Wilson und seinem Orchester: Meant To Me - 3:06
- Jimmie Lunceford and His Orchestra: For Dancers Only - 2:37
- Count Basie and His Orchestra: One O’Clock Jump - 3:02
- Chick Webb and His Orchestra: Harlem Congo - 3:16
- Quintette Hot Club de France (Django Reinhardt): Minor Swing - 3:14
- Mary Lou Williams mit Andy Kirk and His Clouds of Joy: Mary’s Idea - 2:56
- Lionel Hampton: When Lights Are Low - 2:12
- Coleman Hawkins and His Orchestra: Body and Soul - 3:00
- Benny Goodman and His Orchestra: Honeysuckle Rose - 2:59
- Art Tatum: Tiger Rag - 2:18
- Duke Ellington and His Famous Orchestra: Ko-Ko - 2:39
- Cab Calloway and His Orchestra: Hard Times (Topsy Turvy) - 3:17
- The Chocolate Dandies (Roy Eldridge, Benny Carter): I Can't Believe That You're In Love With Me - 4:10
- Artie Shaw and His Orchestra: Stardust  - 3:30
- Gene Krupa and His Orchestra: Let Me Off Uptown  - 3:30
- Dizzy Gillespie's All-Star Quintette: Shaw 'Nuff - 3:03
- Dizzy Gillespie and His Orchestra: Manteca - 2:58
- Mary Lou Williams: Virgo from The Zodiac Suite - 3:06
- Dexter Gordon: Dexter Rides Again - 3:13
- Lester Young, Buddy Rich Trio: I Want to Be Happy - 3:56
- Bud Powell: Indiana - 2:43
- Charlie Parker Quintet: Embraceable You  - 3:43
- Woody Herman and His Orchestra: Four Brothers - 3:15
- Thelonious Monk Quartet: Misterioso - 3:21
- Tadd Dameron Sextet: Lady Bird - 2:50
- Machito and His Afro-Cuban Orchestra: Tanga - 3:50
- George Shearing Quintet: September in the Rain - 3:13
- Lennie Tristano Sextet: WOW  - 3:20
- Miles Davis Nonet: Boplicity - 2:59
- Count Basie Octet: The Golden Bullet - 2:27
- Shorty Rogers and His Giants: Popo - 3:01
- Gerry Mulligan Quartet mit Chet Baker:  Walkin' Shoes  - 3:10
- Stan Kenton: 23 Degrees North, 82 Degrees West - 3:09
- Clifford Brown - Max Roach Quintet: Daahoud - 4:02
- Modern Jazz Quartet: Django - 7:01
- Horace Silver and the Jazz Messengers: The Preacher - 4:17
- Erroll Garner Trio: I'll Remember April - 4:20
- Chico Hamilton Quintet: Jonaleh - 2:18
- Lucky Thompson Trio: Tricrotism - 4:33
- Sonny Rollins: St. Thomas - 6:45
- Sun Ra and His Arkestra: Call For All Demons - 5:11
- Nat King Cole and His Trio: When I Grow Too Old to Dream - 3:31
- Louis Armstrong, Ella Fitzgerald:  Stompin’ at the Savoy - 5:12
- Stan Getz, J. J. Johnson: Blues in the Closet - 9:02
- Oscar Peterson Trio: Ol' Man River - 2:35
- Miles Davis, Gil Evans: Summertime - 3:18
- Art Blakey & The Jazz Messengers: Moanin' - 9:33
- Count Basie and His Orchestra: Meet B. B. - 3:27
- Miles Davis Sextet: So What - 9:22
- John Coltrane Quartet: Giant Steps - 4:43
- Charles Mingus: Better Git It in Your Soul - 7:22
- Dave Brubeck Quartet: Blue Rondo à la Turk - 6:43
- Ornette Coleman Quartet: Ramblin' - 6:34
- Cannonball Adderley: Work Song - 5:06
- Sarah Vaughan: Wrap your Troubles In Dreams - 2:03
- John Coltrane Quartet: My Favorite Things, Part 1 (Single Version) -  2:42
- Bill Evans: Waltz For Debby - 7:00
- George Russell Sextet: Round Midnight - 6:33
- Ella Fitzgerald mit Duke Ellington Orchestra: Cotton Tail - 3:25
- Art Blakey and The Jazz Messengers: One by One - 6:19
- Stan Getz, Astrud Gilberto: The Girl From Ipanema - 5:22
- John Coltrane Quartet: A Love Supreme Part I: Acknowledgement - 7:46
- Miles Davis Quintet: E.S.P.  - 5:28
- Clark Terry - Bob Brookmeyer Quintet: Haig & Haig - 4:28
- Jimmy Smith und Wes Montgomery: King of the Road - 4:10
- Duke Ellington and His Orchestra: Isfahan - 4:11
- Gary Burton: The New National Anthem (aus A Genuine Tong Funeral) - 6:38
- Chick Corea: Matrix - 6:25
- Miles Davis: Miles Runs the Voodoo Down - 2:49
- Mahavishnu Orchestra: Celestial Terrestrial Commuters -2:53
- Herbie Hancock: Watermelon Man - 6:29
- Toshiko Akiyoshi - Lew Tabackin Big Band: Long Yellow Road - 6:27
- Cecil Taylor: Jitney No. 2 - 4:11
- Pat Metheny: Bright Size Life - 4:43
- Anthony Braxton und Muhal Richard Abrams: Maple Leaf Rag - 3:37
- Weather Report: Birdland - 5:56
- Keith Jarrett: My Song - 6:10
- Irakere: Iya - 5:53
- Art Ensemble of Chicago: Bush Magic - 5:06
- World Saxophone Quartet: Steppin' - 7:15
- Steve Coleman Group: The Glide Was in the Ride - 3:58
- Abdullah Ibrahim: Manenberg (Revisited) - 6:07
- Michael Brecker: Nothing Personal - 5:31
- Tito Puente: Airegin - 4:12
- Wynton Marsalis Septet: Down the Avenue - 4:45
- Nguyên Lê: Ting Ning - 3:40
- Masada (John Zorn): Kilayim - 3:21
- Medeski, Martin & Wood: Hey-Hee-Hi-Ho - 3:13
- Martial Solal und Johnny Griffin: Neutralisme - 4:30
- Tomasz Stanko: Suspended Night Variation VIII - 4:20